# Cheng Bing
Pour les articles homonymes, voir Cheng et Bing.
Cheng Bing (172-225), officier chinois haut gradé sous le règne de l'Empereur Sun Quan. Il se joint à Sun Quan en 203, alors que venant tout juste de succéder à Sun Ce, il accueille plusieurs lettrés de renom à Kuaiji. 
Lorsque Liu Bei envahit le Sud afin de venger la mort de Guan Yu, Cheng Bing est chargé de livrer la tête de Zhang Fei de même que ses deux assassins dans le camp ennemi de Xiaoting et ce, dans le but de trouver réconciliation avec les Shu. Cependant, Liu Bei refuse le plan de paix et veut plutôt exécuter Cheng Bing. Néanmoins, sur la demande de ses officiers, Liu Bei renonce à exécuter l’émissaire et ce dernier peut retourner chez les siens sain et sauf. Il est mort de maladie en 225.